# Leptophyton benayahui
Leptophyton benayahui is een zachte koraalsoort uit de familie Nephtheidae. De koraalsoort komt uit het geslacht Leptophyton. Leptophyton benayahui werd in 1997 voor het eerst wetenschappelijk beschreven door van Ofwegen & Schleyer. 